# Російська участь у зміні режиму
Російська участь у зміні режиму описує участь чи втручання російського уряду, як явне, так і приховане, у заміну іноземних урядів.
Після розпаду СРСР в 1991 році Росія керувала або підтримувала операції з визначення управління кількома країнами.

## 1991 – сьогодні

### 2000-ті
Російський уряд публічно намагався вплинути на президентські вибори в Україні 2004 року.  Президент Росії Володимир Путін підтримав громадськість кандидата Віктора Януковича та здійснив публічні візити до України від його імені. За словами Кемпе та Солоненко, "загальним інтересом російської еліти було збереження України як надійного сусіда та партнера". Це було досягнуто шляхом спрямування російського фінансування та досвіду безпосередньо на кампанію Януковича або уряду України, зусиллями, описаними як "оголена прихильність". 

### 2010-ті

#### 2014: Україна

Розташування України

У 2014 році в Україні відбулася революція і було скинуто Віктора Януковича. 6 березня 2014 року парламент Криму проголосував за "вступ до Російської Федерації з правами суб'єкта Російської Федерації", а згодом провів референдум, в якому запитував жителів цих регіонів, чи хочуть вони приєднатися до Росії як федеральний суб'єкт, або якби вони хотіли відновити конституцію Криму 1992 року та статус Криму як частини України.  Хоча результати проходять з переважною більшістю, одні    оскаржують, а інші затверджують.  Крим та Севастополь офіційно проголосили незалежність як Республіка Крим та просили прийняти їх як складових Російської Федерації.  18 березня 2014 року Росія та Крим підписали договір про приєднання Республіки Крим та Севастополя до Російської Федерації, хоча Генеральна Асамблея Організації Об'єднаних Націй проголосувала за необов'язкову заяву проти російської анексії півострова. 
Проросійські хакери здійснили серію кібератак протягом декількох днів, щоб зірвати вибори президента України в травні 2014 року, публікуючи зламані електронні листи, намагаючись змінити підсумки голосування та відтягуючи кінцевий результат розподіленими атаками відмови в обслуговуванні.   Шкідливе програмне забезпечення, яке відображало б графік, що оголосив ультраправого кандидата Дмитра Яроша переможцем виборів, було вилучено з Центральної виборчої комісії України менш ніж за годину до закриття виборчих дільниць. Незважаючи на це, Перший канал Росії "повідомив, що пан Ярош переміг і транслював фальшиву графіку, посилаючись на вебсайт виборчої комісії, хоча вона там ніколи не з'являлася".   За словами Пітера Ордешука : "Ці фальшиві результати були пристосовані для конкретної аудиторії, щоб прогодувати російський наратив, який з самого початку стверджував, що ультранаціоналісти та нацисти стоять за революцією в Україні ". 
Усі ці події створили сцену для війну на Донбасі.
Напередодні 16 жовтня 2016 року, в день парламентських виборів у Чорногорії, була заарештована група з 20 громадян Сербії та Чорногорії, включаючи колишнього главу сербської жандармерії Братислава Дікіча;   Деякі з них, разом з іншими особами, включаючи двох громадян Росії, пізніше були офіційно звинувачені владою Чорногорії в спробі державного перевороту. На початку листопада 2016 року спецпрокурор Чорногорії з питань організованої злочинности та корупції Мілівое Катніч заявив, що за змовою про переворот стояла "потужна організація", до складу якої входило близько 500 осіб з Росії, Сербії та Чорногорії.  У лютому 2017 року чорногорські чиновники звинуватили російські `` державні структури '' у спробі перевороту, який передбачав напад на парламент країни та вбивство прем'єр-міністра Міло Джукановича.  
Подробиці щодо змови про державний переворот вперше оприлюднив в кінці жовтня 2016 року прем'єр-міністр Сербії Олександр Вучіч, публічна заява з цього приводу наголосила на ролі правоохоронців Сербії, особливо Сербського розвідувального управління безпеки, у її заваді.   Після заяви негайно відбувся позаплановий візит до Белграда секретаря Ради безпеки Росії Миколи Патрушева. 
Згідно із заявами прем'єр-міністра Душко Марковича, зробленими в лютому 2017 року, уряд отримав остаточну інформацію про переворот, який готується 12 жовтня 2016 року, коли особа, яка брала участь у змові, віддала сценарій відступу своїх російських прихильників; цю інформацію також підтвердили служби безпеки країн - членів НАТО, які допомогли уряду Чорногорії розслідувати змову.  Один із звинувачуваних, Предраг Богічевич із Крагуеваца, ветеран і лідер руху "Равна Гора", сказав, що Саша Синджеліч повідомив його про можливий напад на сербів, які брали участь у акції протесту 16 жовтня. Богічевич, затриманий в Сербії, через свого адвоката заявив, що ніяких переговорів про державний переворот не було і жодної згадки про Джукановича. 
Московський Російський інститут стратегічних досліджень (РІСС), який має тісні зв'язки з Російською службою зовнішньої розвідки (СВР), згадувався у ЗМІ як одна з організацій, що беруть участь у розробці змови про переворот; На початку листопада 2017 року президент Росії Володимир Путін звільнив директора RISS Леоніда П. Решетникова, високопоставленого офіцера-ветерана СВР.  

### 2020-ті

#### 2020: Малі
Президент Ібрагім Бубакар Кейта зіткнувся з хвилею протестів у Малі з 5 червня 2020 року, що вимагає його відставки з посади, спричиненої корупцією та економічними труднощами. У 18 серпня 2020 року повсталі збройні сили Малі влаштували переворот проти Кейти, заарештувавши десятки високопоставлених урядовців і оголосивши Ассімі Гойту тимчасовим главою держави. Є кілька повідомлень, які свідчать про те, що Росія стояла за переворотом в Малі, оскільки, як стверджується, два путчери, які складали путч, полковник Малік Діо і Садіо Камара пройшли навчання в Росії до здійснення перевороту. 